# Javier Jiménez del Pozo
Javier Jiménez Del Pozo, més conegut com a Javi Jiménez, és un exfutbolista madrileny. Va néixer a Madrid el 30 d'abril de 1976. Ocupava la posició de migcampista.

## Trajectòria
Format al planter del Reial Madrid, només va arribar a l'equip B dels blancs. La temporada 99/00 recala al Getafe CF, que militava a Segona Divisió. El migcampista realitza unes bones actuacions, que possibiliten que al mercat d'hivern el fitxe el Reial Valladolid.
Al conjunt castellanolleonès hi juga altres 12 partits a primera divisió. Però, a partir d'eixe moment, a causa de les lesions deixa de comptar quasi per al Valladolid, jugant escassos minuts o sent cedit a altres equips, com a l'Elx CF (00/01). Es retiraria el 2005, després de no disputar cap minut a l'Albacete Balompié.